# Арнольд Цвейг
Арнольд Цвейг (нім. Arnold Zweig; 10 листопада 1887, Грос-Глогау — 26 листопада 1968, Берлін) — німецький письменник і пацифіст.

## Біографія
Народився 10 листопада 1887 року в місті Грос-Глогау (нині Глогув, Польща) у сім'ї єврейського шорника. Здобував освіту в середній школі в Катовицях, а потім вивчав філософію, сучасну філологію, німецьку філологію, історію та історію мистецтв. Брав участь у Першій світовій війні, після закінчення працював у відділі друку штабу Східного фронту в Каунасі. Після участі у Першій світовій війні він залишився переконаним пацифістом і вступив у контакт зі східноєвропейським сіонізмом. З 1923 жив у Берліні і був редактором єврейського журналу «Jüdische Rundschau». У цей період він брав активну участь у сіоністській діяльності. Після захоплення влади нацистами в 1933 він був змушений покинути Німеччину; через Чехословаччину та Швейцарію він дістався Франції, де зупинився на деякий час і зустрів інших німецьких емігрантів: Томас Манн, Лев Фойхтвангер, Анна Зегерс та Бертольт Брехт. Через свої сіоністські переконання він виїхав до Палестини (Хайфа). Там він видавав емігрантський журнал «Орієнт» німецькою мовою. Під час свого перебування в Палестині він розчарувався в сіонізмі і став дедалі більше схилятися до соціалізму.
1948 року він вирішив повернутися до Східної Німеччини. Після війни він обіймав посади в урядовому апараті НДР і брав участь у русі за мир (зокрема, був делегатом Конгресів миру у Парижі та Варшаві).
22 листопада 1950 року у Варшаві, на Другому конгресі захисників світу, його було обрано членом Всесвітньої ради світу.
Його було нагороджено, зокрема, орденом «За заслуги перед Батьківщиною».

## Творчий набуток
- Novellen um Claudia, 1912
- Die Bestie, 1914, republished in revised form as Westlandsaga, 1952
- Ritualmord in Ungarn, 1914
- Das ostjüdische Antlitz, 2004
- Playthings of Time
- Der große Krieg der weißen Männer
  - Der Streit um den Sergeanten Grischa, 1927
  - Junge Frau von 1914, 1931
  - Erziehung vor Verdun, 1935
  - Einsetzung eines Königs, 1937
  - Die Feuerpause, 1954
  - Die Zeit ist reif, 1957
- De Vriendt kehrt heim, 1932
- Spinoza, 1939
- Das Beil von Wandsbek, 1948
- The Letters of Sigmund Freud and Arnold Zweig, 1987
- Traum ist Teuer, 1962